# Книга истории франков
Книга истории франков (лат. Liber historiae Francorum) — анонимная хроника VIII века, известная также под названием «Деяния франкских королей» (лат. Gesta rerum Francorum).

## Описание
Первоначальный вариант хроники (так называемый «Вариант A») составлен в 727 году человеком, проживавшим в районе города Лан. Затем незадолго до 737 года хроника была вновь отредактирована («Вариант B»). Автор был жителем Нейстрии, и его анти-австразийские настроения достаточно чётко проявляются в хронике. Главными достоинствами монарха автор считал способность короля управлять государством в согласии со знатью. Он не старается скрыть недостатки королей (например, в 44-й главе резкой критике подвергнут король Хлодвиг II), но в конфликтах между монархом и знатью его симпатии находятся на стороне королевской власти. Благодаря своей популярности в раннее Средневековье, «Книга истории франков» сохранилась во многих рукописях.
В начале сочинения автор использовал франкские предания (в том числе предание о троянском происхождении франков), пролог «Салической правды» и «Историю франков» Григория Турского. Период начала VII века описан им на основе устных свидетельств («Хроники» Фредегара он не знал). Наиболее значимая часть «Книги истории франков» начинается с 642 года (главы 43—53), когда автор начинает использовать не сохранившиеся до наших дней исторические источники, а затем пишет как очевидец событий. «Книга истории франков» является ценным дополнением к про-австразийскому сочинению Продолжателей Фредегара, вместе с которым даёт довольно полную картину событий во Франкском государстве второй половины VII — первой трети VIII веков.

## Издания
Иноязычные издания:
- Liber historiae Francorum. — Monumenta Germaniae Historica. Scriptores. Scriptores rerum Merovingicarum (SS rer. Merov.). 2. Fredegarii et aliorum Chronica. Vitae sanctorum. — Hannoverae: Impensi Bibliopolii Hahniani, 1888. — С. 215—328. — 580 с.
- Liber Historiae Francorum / Edit. and transl.with an Introd. by B.S.Bachrach. Coronado Press,1973. (англ.)
- Das Buch von der Geschichte der Franken (нем.). — Quellen zur Geshichte des 7. und 8. Jahrhundersts. Ausgewaehite Quellen zur deutschen Gechichte des Mittelalters. — Darmstadt, 1982. — Bd. 4a.

На русском языке:
- полный перевод: Книга истории франков. Восточная литература. — перевод по немецкому изданию 1982 года. Дата обращения: 18 февраля 2011. Архивировано 6 декабря 2008 года.
- фрагменты: Хроники длинноволосых королей. — СПб.: Азбука-классика, 2004. — 352 с. — ISBN 5-352-00705-7.